# Lądowisko Oświęcim
Lądowisko Oświęcim – lądowisko sanitarne w Oświęcimiu, w województwie małopolskim, położone przy ul. Wysokie Brzegi 4. Przeznaczone jest do wykonywania startów i lądowań śmigłowców sanitarnych i ratowniczych w dzień i w nocy o dopuszczalnej masie startowej do 5700 kg. 
Zarządzającym lądowiskiem jest Zespół Zakładów Opieki Zdrowotnej. W roku 2011 zostało wpisane do ewidencji lądowisk Urzędu Lotnictwa Cywilnego pod numerem 74
Oficjalne otwarcie lądowiska odbyło się w listopadzie 2010. Obecni byli m.in. Prezydent Oświęcimia Janusz Marszałek oraz starosta oświęcimski Józef Kała.